# Brevizacla ranjani
Brevizacla ranjani is een rechtvleugelig insect uit de familie krekels (Gryllidae). De wetenschappelijke naam van deze soort is voor het eerst geldig gepubliceerd in 1981 door Bhowmik.